# Chiesa della Visitazione di Maria Vergine (Sovere)
La chiesa della Visitazione di Maria Vergine è il principale luogo di culto cattolico di Sellere frazione di Sovere, in provincia e diocesi di Bergamo. Fa parte del vicariato di Solto-Sovere.

## Storia
Nella visita diocesana dell'arcivescovo di Milano san Carlo Borromeo del 1575, fu visitata anche la parrocchiale di San Zenone a Pianico il 21 settembre, e negli atti della visita, risulta che vi fosse affiliato un oratorio dedicato alla Visitazione di Maria a Elisabetta. L'oratorio fu eretto canonicamente autonomo con decreto del vescovo Luigi Grimani registrato il 23 luglio 1642 venendo aggregata al vicariato di San Martino di Sovere.
San Gregorio Barbarigo compì la sua visita pastorale nel 1659, dalla relazione risulta che vi erano le scuole dalla dottrina cristiana e del Santissimo Sacramento, il pio consorzio della Misericordia ed era inserita nel vicariato di Sovere. Risulta che fosse una chiesa beneficiata retta da due sacerdoti.
Nel 1666 la chiesa è inserita nel '“Sommario delle chiese di Bergamo”, elenco redatto dal cancelliere della curia Giovanni Giacomo Marenzi. Il documento la cita intitolata alla Beata Vergine Maria e Santa Elisabetta. I vicini godevano del giuspatronato. Vi erano due altari retti dai sindaci della scuola del Santissimo Sacramento, vi era inoltre in prossimità il pio consorzio della Misericordia. Il clero era composto da un curato beneficiato.
Venne nuovamente visitata nel 1781 dal vescovo Giovanni Paolo Dolfin, alla cui relazione fu dedicato un documento redatto dall'allora parroco che indica la chiesa intitolata alla visitazione di Maria a Elisabetta. I quattro altari erano retti dalle confraternite Santo Rosario e del Santissimo Sacramento. Il parroco era nominato direttamente dai vicini che godevano del giuspatronato dopo l'approvazione del vescovo, e vi era un ulteriore sacerdote senza il permesso della confessione.
Nel 1749 la chiesa fu ristrutturata e nuovamente consacrata. La chiesa però nei primi anni del XX secolo non rispondeva più alle esigenze della comunità, venne quindi demolito l'antico edificio e costruito uno nuovo, ruotato di novanta gradi rispetto a quello precedente. L'anno successivo il vescovo Adriano Bernareggi inaugurò la nuova chiesa confermandone l'intitolazione. Un decennio dopo fu edificata la nuova torre campanaria su disegno dell'ingegnere Stefano Arrighetti.
Con decreto del 27 maggio 1979 del vescovo Giulio Oggioni la chiesa fu inserita nel vicariato foraneo di Solto-Sovere.

## Descrizione

### Esterno
L'edificio di culto rivolto a nord ha la facciata rivolta verso il centro urbano di semplice composizione. Il fronte ha la parte inferiore centrale avanzata e ospita il portale d'accesso completo di paraste e architrave in pietra che reggono il timpano barocco modanato. L'ordine superiore si presenta a base ottagonale con una serliana.

### Interno
L'interno si presenta a pianta quadrata con lo sviluppo ottagonale con copertura a cupola semisferica. Ogni lato è composto da un arco con uno sfondato che ospita i confessionali, la cappella della Beata Vergine con la statua della Vergine, la cappella dedicata a san Giuseppe con altare e nicchia dove è custodita la statua del santo. Una cappella ospita il fonte battesimale con vasca in pietra e copertura in rame. La zona presbiteriale è rialzata da due gradini anticipata dalla balaustra marmorea e cancellata.